# Hjärtfläckig blombock
Hjärtfläckig blombock (Stictoleptura cordigera) är en skalbagge i  familjen långhorningar. Den blir 14–20 millimeter lång och känns igen på sina röda täckvingar som har en karaktäristisk hjärtformig svart teckning vid mitten och svarta spetsar. Larven utvecklas i död och murken ved.

## Kännetecken
Hjärtfläckig blombock blir 14–20 millimeter lång. Kroppen, huvud, antenner och ben är svarta. Täckvingarna är röda med ett svart stråk som börjar vid mitten och därifrån går nedåt mot spetsen. Detta stråk är först brett men smalnar sedan av och när täckvingarna är sammanslagna bildas därför en hjärtformig teckning vid mitten som är mycket karaktäristisk för arten. Mot vingspetsarna breder det svarta ut sig igen och täckvingarnas spetsar är därför helt svarta. Någon gång kan ett exemplar med en avvikande färgteckning i form av helt röda eller svarta täckvingar påträffas, men det är sällsynt.

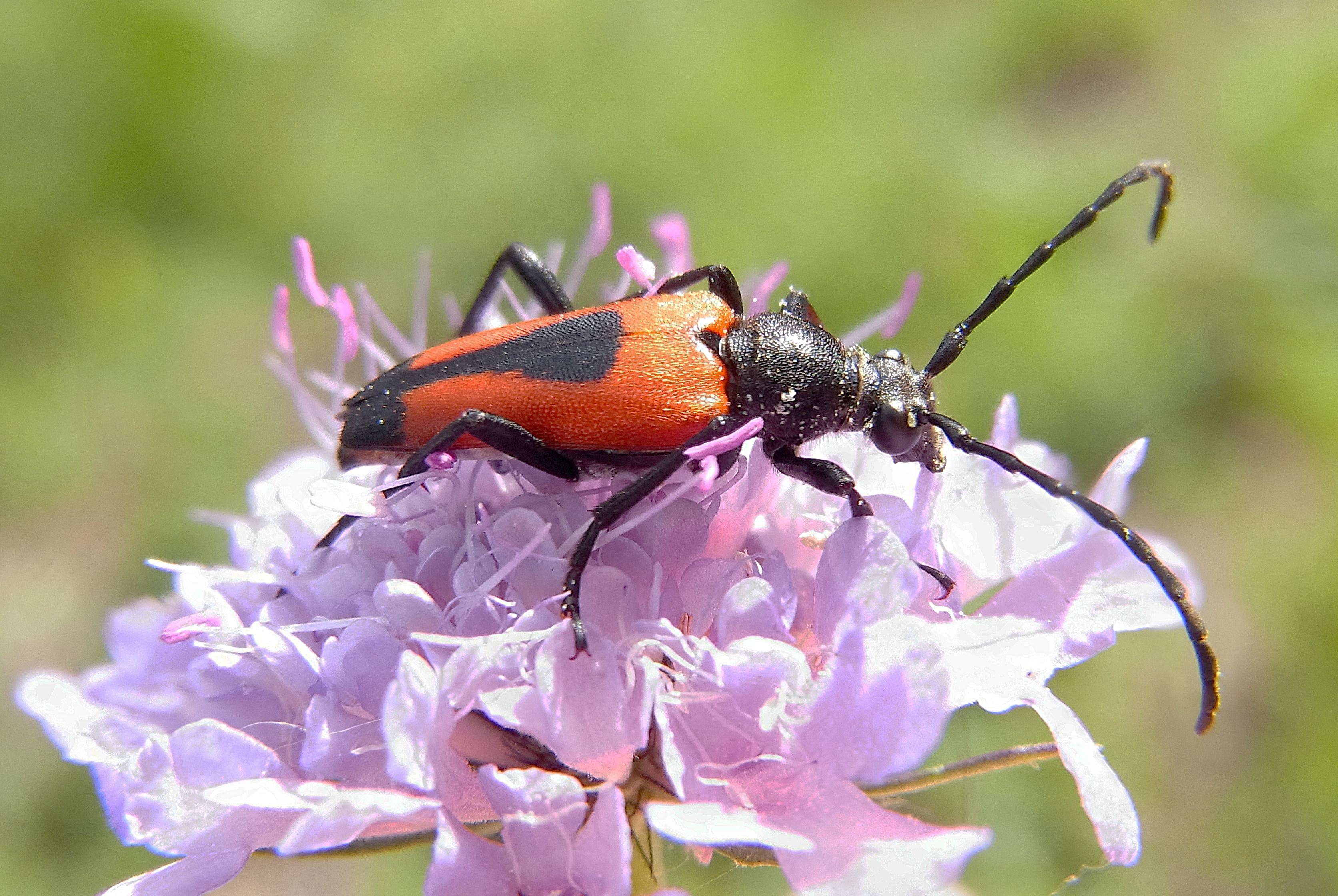
Hjärtfläckig blombock på en blomma.

Antennerna hos hjärtfläckig blombock är ungefär hälften så långa som skalbaggens kropp. Kroppsformen är cylindrisk och ganska bred. Vingspetsarna är snett avskurna. Hanen och honan är till det yttre i stort sett lika, den skillnad som kan ses är bara att honan är något större och bredare och har aningen kortare antenner och något mer utstickande bakkropsspets. En detalj hos hanen är att han kan ha brun färg på insidan av frambenens skenben. 

### Larv
Skalbaggens larv når som fullväxt en längd på upp mot 27 millimeter. Huvudet på larven är gulaktigt och dess kropp är vit. Larven har tre par ben och en kort och ganska tät behåring. 

## Utbredning
Hjärtfläckig blombock är en värmeälskade art som är utbredd i södra och mellersta Europa och från Turkiet till Kaukasus och vidare österut till norra Iran. I Norden har den endast hittats på södra Lolland i Danmark.

## Levnadssätt
Vilka trädslag den hjärtfläckiga blombockens larvutveckling är knuten till är inte helt känd, men både barrträd (aleppotall och äkta cypress ) och lövträd (exempelvis ur eksläktet och bok) antas kunna utnyttjas som yngelträd. Larven lever i död och murken ved, främst i stubbar och rötter under markytan. Larvutvecklingen tar sannolikt minst två år eller mer. När larven är redo för det förpuppar den sig och ombildas till skalbagge. Som imago kan hjärtfläckig blombock ses i juli, mitt i sommaren, ofta på blommor. 

## Etymologi
Arten beskrevs vetenskapligt först som Leptura cordigera, men sedan som tillhörande släktet Stictoleptura. Den hjärtfläckiga blombockens artepitet cordigera har ett latinskt ursprung och betyder "hjärtbärande". Det kommer av latinets cor, "hjärta", och gerere, "bära". Det är beskrivande med avseende på täckvingarnas hjärtformiga teckning.